# 小行星1187

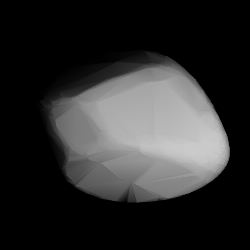
小行星1187

小行星1187（1187 Afra）是一颗绕太阳运转的深色小行星，为主小行星带小行星。该小行星于1929年12月6日被卡爾·威廉·萊茵姆特在海德堡天文台发现。这颗X-型小行星的自转周期为14.1小时，直径大约32千米。它的名称的来源不明。

## 轨道参数和分类
小行星1187不属于任何小行星族，它的轨道位于主小行星带柯克伍德空隙内。小行星1187的轨道半长轴为2.6402351 UA，离心率为0.222，近日点2.1天文单位，远日点3.2天文单位，公转周期为4年3个月（1.567日）。轨道与黄道的軌道傾角为11°。它被正式发现7周后，1930年1月海德堡天文台开始它的觀測弧。

## 名称
小行星1187被命名为Afra，但是这个名字指什么人或人群或事物不明。

### 意义不明
在数千颗被命名的小行星中小行星1187是120颗在命名时没有公布名称来由的之一。这些小行星排列在164号和1514号之间，它们是在1876年和1930年代之间被发现的。它们大多是被奥古斯特·沙卢瓦、約翰·帕利扎、馬克斯·沃夫和卡尔·威廉·莱因穆特发现的。

## 物理特征
小行星1187的光變曲線显示14.09±0.02小时的周期性，在这段时间里它的亮度会改变0.40±0.02度。